# راي شيرمان
راي شيرمان (بالإنجليزية: Ray Sherman)‏ هو لاعب كرة قدم أمريكية أمريكي، ولد في 27 نوفمبر 1951 في بيركيلي في الولايات المتحدة.